# Beyer-Peacock

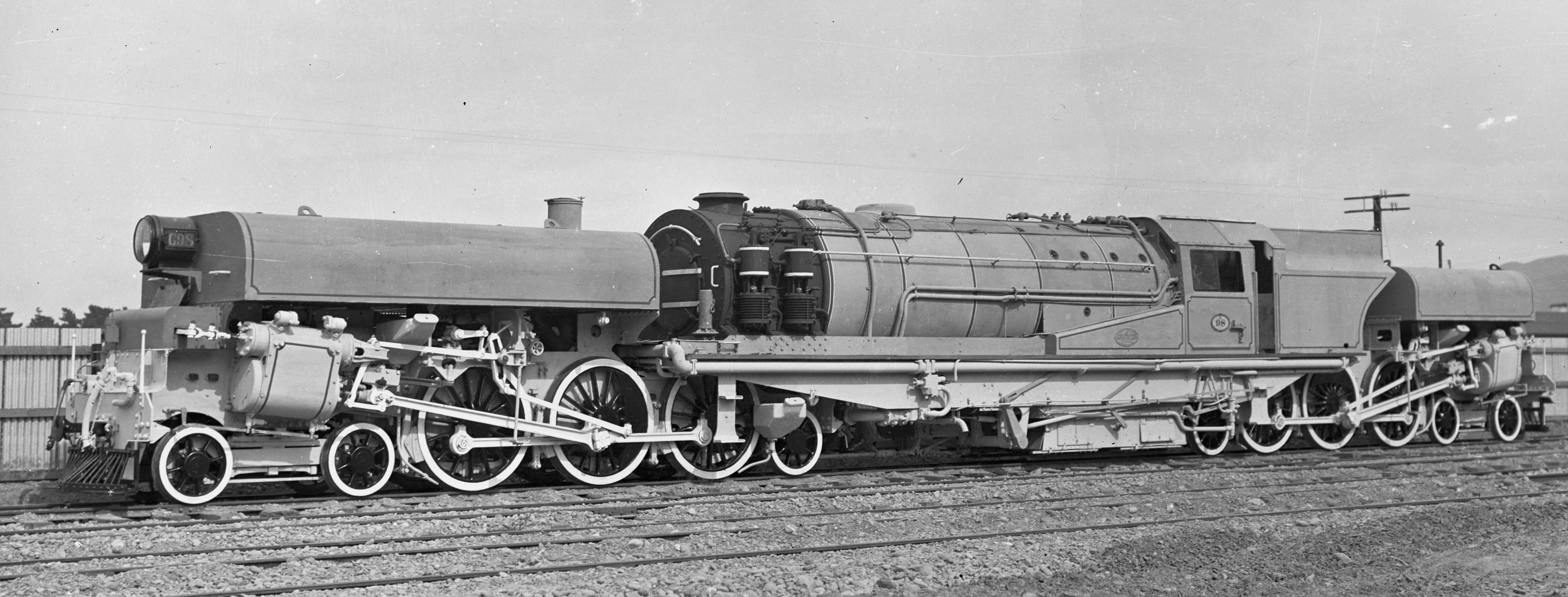
Garratt-mozdony a Neuseeländische Staatsbahnnál (1928)

A Beyer-Peacock egy angliai mozdonygyártó cég volt. A céget Charles Beyer és Richard Peacock alapította 1854-ben és 1966-ban fejezték be.
Az üzem Manchester Gorton kerületében volt található  „Gorton Foundry” néven.
Beyer-Peacok világszerte ismert volt, különösen az ún. Garratt „csuklós" gőzmozdonytípus fejlesztéseiről. Az első 1909-ben épült az Emu Bay Railway–nek Tasmania-ban. Az összesen elkészült 1704 Garratt mozdonyból 1024-et épített a  Beyer-Peacock.
1932–ben a céget a Richard Garrett & Sons felvásárolta.

## Külső hivatkozások
- Brief company biography
- Beyer Peacock history
- Finnish Railway Museum
- Steam Locomotives in Finland Including the Finnish Railway Museum
- London Transport Museum Website